# Пресбон
Пресбон (на старогръцки: Πρέσβων; Presbon) в древногръцката митология може да се отнася за:* Пресбон, цар на минийците в Орхомен в Беотия. Той е син на Фрикс (син на цар Атамант и Нефела) и на съпругата му Халкиопа (дъщеря на цар Еет от Колхида, собственикът на Златното руно). Брат е на аргонавтите Аргос и Фронтис, също на Мелас и Китисор. Баща е на Климен.
- Пресбон, син на Миний и Клитодора.[3]

- Пресбон, баща на Спледон (Аспледон) чрез Стеропа.[4][5]